# Station Ruelle-sur-Touvre
Station Ruelle-sur-Touvre is een spoorwegstation in de Franse gemeente Ruelle-sur-Touvre.
Door sluiting van de lijn wordt het station niet meer bediend sinds 13 maart 2018.